# Cerro Santo Domingo (Medellín)
El cerro Santo Domingo es una formación montañosa ubicada en el nororiente de la ciudad Medellín, Antioquia, íntegramente situado en la comuna Popular. Está completamente urbanizado y solo se destacan en él algunas pequeñas manchas de vegetación.
Junto el Cerro Pan de Azúcar, Cerro El Salvador, Cerro El Volador, Cerro La Asomadera, Cerro Las Tres Cruces, Cerro Nutibara y el Cerro El Picacho, conforma el grupo de los llamados cerros tutelares de la ciudad de Medellín, una red de accidentes geográficos a lo largo del Valle del Aburrá que posee un importante valor histórico, arqueológico, ecológico y turístico.

## Composición
Este es un cerro ovalado en forma de montículo, alineado en dirección sur - norte con una altura máxima en su cima de 1890 metros sobre el nivel del mar, resaltando sobre la vertiente nororiental de la ciudad. Es tan frágil como una cáscara de huevo, pues su cuerpo está compuesto por un tipo de roca denominada Dunita, que por procesos naturales se ha venido fracturando en bloques cada vez más pequeños, convirtiéndose en un material fácilmente erosionable, que ha continuado evolucionando hasta desintegrarse y descomponerse, formando finalmente el tipo del suelo que compone el cerro.

## Límites
Limita al oriente con la cuenca de la quebrada Piedras Blancas, al occidente con la quebrada La Herrera, que nace allí mismo, al norte con la cuenca de la quebrada La Rosa, al occidente con la cuenca de la quebrada Cañada Negra.
Políticamente hablando, está inmerso totalmente en el barrio Santo Domingo Savio.

## Historia
Lo que ahora es el barrio Santo Domingo N.º 1 en el pasado fue conocido como el morro rojo, porque la tierra rojiza que lo componía, era una protuberancia montañosa de la ladera que se destacaba entre el verdor de los pastizales alrededor del cerro. El cerro fue adquiriendo importancia como un paraje geográfico testigo de los cambios históricos que caracterizaron el desarrollo de Antioquia, pues tutelaba o guiaba el paso obligado de los viajeros y los arrieros que transitaban con sus mulas, por la trocha o el camino de herradura, intercambiando mercancías entre la pequeña villa de Medellín y algunos poblados del altiplano oriental como Guarne, Marinilla o Rionegro. El transporte en mulas fue reemplazado en 1922 por el conocido tranvía de oriente que ascendía a media ladera desde el barrio Manrique, siguiendo el antiguo camino de Guarne y cruzando el cerro por su extremo suroriental, después de 4 kilómetros de ascenso, exactamente en el mismo lugar donde hoy en día está ubicada la moderna Estación Santo Domingo del Metrocable. En 1946 fueron levantados los rieles que le dieron paso a la antigua y polvorienta carretera a Guarne con sus buses «escalera» o «chivas» que aún la recorren con menos frecuencia que antaño, pues ya existe un servicio regular de transporte público además del moderno Metrocable.